# 1660 Wood
1660 Wood eller 1953 GA är en asteroid i huvudbältet som upptäcktes den 7 april 1953 av den sydafrikanske astronomen J. A. Bruwer i Johannesburg. Den har fått sitt namn efter den brittiske astronomen Harry Edwin Wood.
Asteroiden har en diameter på ungefär 11 kilometer.